# Diócesis de Saint-Claude
La diócesis de Saint-Claude (en latín: Dioecesis Sancti Claudii y en francés: Diocèse de Saint-Claude) es una circunscripción eclesiástica de la Iglesia católica en Francia. Se trata de una diócesis latina, sufragánea de la arquidiócesis de Besanzón. Desde el 10 de diciembre de 2020 su obispo es Jean-Luc Garin.

## Territorio y organización
La diócesis tiene 4499 km² y extiende su jurisdicción sobre los fieles católicos de rito latino residentes en el departamento de Jura de la región de Borgoña-Franco Condado.
La sede de la diócesis se encuentra en la ciudad de Lons-le-Saunier, mientras que en Saint-Claude se halla la Catedral basílica de San Pedro.
En 2022 en la diócesis existían 65 parroquias.

## Historia
La diócesis fue erigida el 22 de enero de 1742 con una bula del papa Benedicto XIV, y fue constituida con el territorio de la antigua abadía territorial de Saint-Claude (la terre de Saint-Claude con 26 parroquias), fundada por san Romano y san Lupicino en el siglo V, y de los territorios sustraídos a las arquidiócesis de Besanzón y de Lyon. Originalmente fue sufragánea de la arquidiócesis de Lyon.
Tras el concordato del 29 de noviembre de 1801 con la bula Qui Christi Domini del papa Pío VII, la diócesis fue suprimida y su territorio se fusionó con la arquidiócesis de Besanzón.
En junio de 1817 se estipuló un nuevo concordato entre la Santa Sede y el gobierno francés, al que siguió el 27 de julio la bula Commissa divinitus, con la que el papa restauró la sede de Saint-Claude. Sin embargo, dado que el concordato no entró en vigor al no ser ratificado por el Parlamento de París, esta erección no tuvo efecto.
La diócesis fue restablecida definitivamente el 6 de octubre de 1822 con la bula Paternae charitatis del papa Pío VII, con jurisdicción sobre el territorio del departamento de Jura. La diócesis restaurada pasó a ser sufragánea de la arquidiócesis de Lyon.
En 2002 se confirmó la pertenencia de la diócesis de Saint-Claude a la provincia eclesiástica de la arquidiócesis de Besanzón.

## Estadísticas
Según el Anuario Pontificio 2023 la diócesis tenía a fines de 2022 un total de 185 000 fieles bautizados.
| Año                                                                             | Población            | Población | Población      | Sacerdotes | Sacerdotes    | Sacerdotes    | Bautizados por sacerdote | Diáconos permanentes | Religiosos | Religiosos | Parroquias |
| Año                                                                             | Bautizados católicos | Total     | % de católicos | Total      | Clero secular | Clero regular | Bautizados por sacerdote | Diáconos permanentes | Varones    | Mujeres    | Parroquias |
| ------------------------------------------------------------------------------- | -------------------- | --------- | -------------- | ---------- | ------------- | ------------- | ------------------------ | -------------------- | ---------- | ---------- | ---------- |
| 1950                                                                            | 190 000              | 213 533   | 89.0           | 440        | 370           | 70            | 431                      |                      | 70         | 376        | 399        |
| 1969                                                                            | 223 000              | 233 547   | 95.5           | 377        | 348           | 29            | 591                      |                      | 62         | 685        | 203        |
| 1980                                                                            | 225 000              | 243 000   | 92.6           | 317        | 289           | 28            | 709                      |                      | 51         | 520        | 392        |
| 1990                                                                            | 214 000              | 250 000   | 85.6           | 247        | 229           | 18            | 866                      | 4                    | 35         | 340        | 392        |
| 1999                                                                            | 211 000              | 260 000   | 81.2           | 195        | 184           | 11            | 1082                     | 10                   | 26         | 248        | 74         |
| 2000                                                                            | 200 000              | 250 897   | 79.7           | 193        | 183           | 10            | 1036                     | 11                   | 24         | 248        | 68         |
| 2001                                                                            | 200 000              | 250 807   | 79.7           | 190        | 178           | 12            | 1052                     | 13                   | 27         | 245        | 68         |
| 2002                                                                            | 200 000              | 250 807   | 79.7           | 186        | 172           | 14            | 1075                     | 14                   | 26         | 238        | 68         |
| 2003                                                                            | 200 000              | 250 807   | 79.7           | 181        | 166           | 15            | 1104                     | 14                   | 30         | 225        | 68         |
| 2004                                                                            | 250 000              | 250 807   | 99.7           | 173        | 156           | 17            | 1445                     | 14                   | 32         | 210        | 68         |
| 2010                                                                            | 183 000              | 258 000   | 70.9           | 122        | 121           | 1             | 1500                     | 15                   | 13         | 144        | 67         |
| 2014                                                                            | 188 800              | 263 600   | 71.6           | 98         | 91            | 7             | 1926                     | 13                   | 19         | 144        | 67         |
| 2017                                                                            | 191 183              | 266 910   | 71.6           | 79         | 74            | 5             | 2420                     | 13                   | 18         | 121        | 65         |
| 2020                                                                            | 192 300              | 268 400   | 71.6           | 74         | 65            | 9             | 2598                     | 15                   | 19         | 107        | 65         |
| 2022                                                                            | 185 000              | 258 000   | 71.7           | 68         | 56            | 12            | 2720                     | 15                   | 22         | 74         | 65         |
| Fuente: Catholic-Hierarchy, que a su vez toma los datos del Anuario Pontificio. |                      |           |                |            |               |               |                          |                      |            |            |            |

### Vida consagrada
La única rama masculina existente en la diócesis es la Orden del Císter, a la cual pertenecen 17 religiosos que viven en la abadía de Acey. Además de estos monjes de vida contemplativa, hay otros dos monasterios de clausura monástica femeninos, pertenecientes a la Orden de Nuestra Señora del Monte Carmelo (monjas carmelitas), en Saint-Maur, y a la Orden de las Clarisas Coletinas, en Poligny.
Los institutos y sociedades de vida apostólica presentes en Saint-Claude son todos femeninos, a saber: Hermanas de la Alianza, Franciscanas de la Inmaculada Concepción de Poligny, Compañía de Santa Úrsula (ursulinas de Dole), Hermanas de San José (josefinas de Champagnole), Hijas del Espíritu Santo, Hermanas de la Caridad de San Carlos, Hermanitas de los Pobres, Hijas del Corazón de María, Dominicas Misioneras de los Campos y Canonesas Premonstratenses.

## Episcopologio

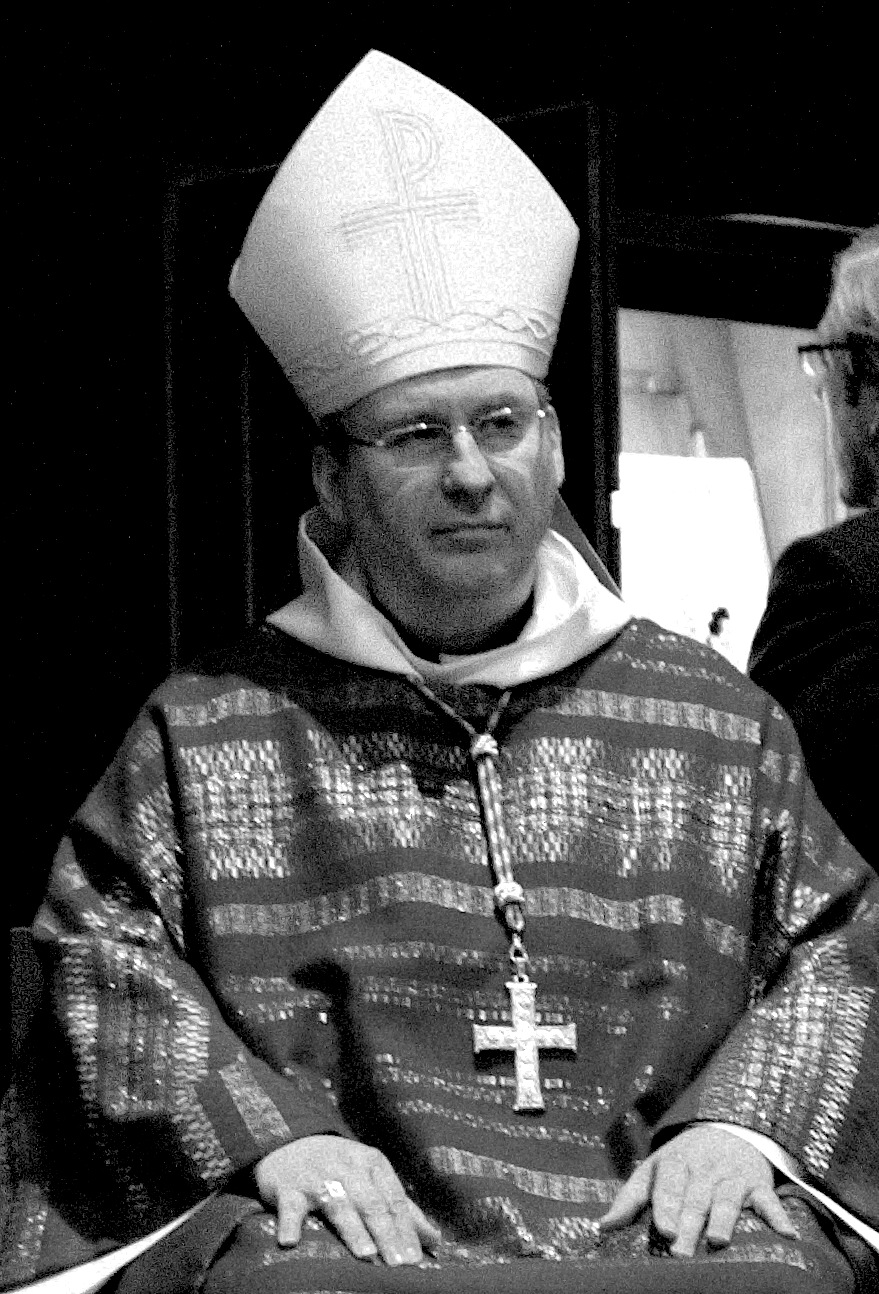
Vincent Jordy, obispo de Saint-Claude

- Jean-Baptiste-Joseph de Méallet de Fargues † (22 de enero de 1742-19 de marzo de 1785 falleció)
- Jean-Baptiste de Chabot † (27 de junio de 1785-16 de septiembre de 1801 renunció)
  - Sede suprimida (1801-1822)
- Antoine-Jacques de Chamon † (16 de mayo de 1823-28 de mayo de 1851 falleció)
- Jean-Pierre Mabile † (5 de septiembre de 1851-15 de marzo de 1858 nombrado obispo de Versailles)
- Charles-Jean Fillion † (15 de marzo de 1858-7 de abril de 1862 nombrado obispo de Le Mans)
- Louis-Anne Nogret † (7 de abril de 1862-29 de enero de 1880 retirado)
- César-Joseph Marpot † (7 de febrero de 1880-7 de enero de 1898 falleció)
- François-Alexandre Maillet † (24 de marzo de 1898-1 de noviembre de 1925 falleció)
- Rambert-Irénée Faure † (12 de marzo de 1926-27 de mayo de 1948 falleció)
- Claude-Constant-Marie Flusin † (31 de agosto de 1948-10 de junio de 1975 renunció)
- Gilbert-Antoine Duchêne † (10 de junio de 1975-1 de diciembre de 1994 retirado)
- Yves François Patenôtre (1 de diciembre de 1994-30 de julio de 2004 nombrado arzobispo coadjutor de Sens)
- Jean Marie Henri Legrez, O.P. (22 de agosto de 2005-2 de febrero de 2011 nombrado arzobispo de Albi)
- Vincent Alexandre Édouard Élie Jordy (22 de julio de 2011-4 de noviembre de 2019 nombrado arzobispo de Tours)
- Jean-Luc Garin, desde el 10 de diciembre de 2020